# Димитър Смрикаров
Димитър Хаджииванов Смрика̀ров (Димитър Хаджийоанович Смрикар) е български книгоиздател, търговец бегликчия и участник в борбата за българска църковна независимост.

## Биография
Роден е на 14 септември 1810 г. в Самоков. През 1826 г. учи в Габрово, а през 1827 г. – в Самоков при Неофит Рилски. В 1835 – 1836 г. учителства в родния си град, като преподава по образователната система на Неофит Рилски. С братя Хаджигюрови води борбата срещу самоковския владика фанариот Дели Матей. През 1835 г. за първи път внася картофи в Самоковско: „Презъ 1835 година, месецъ априлий, за пръвъ пътъ въ българско засадихъ картофи – червени и жълти, въ градината си надъ града. Същите донесохъ отъ сръбско и гръцко, дето ми ги хвалиха и азе ядохъ отъ тяхъ”. Около 1840 г. работи като митнически служител в Сараево, а в периода 1868 – 1874 г. е книгоиздател в Белград и Цариград. Издава книгите „Златний извор заради домашно уреждение или лондонски домочядни потреби“ (1870 г.) и „Додатъци на Златния извор или различни економически, поучителни и многополезни наставления“ (1874 г.), които представят за първи път картофите и начина им на отглеждането, а също така и предлага рецепти за тяхното готвене. Поддържа връзки с Иван Богоров и Петко Славейков. Умира на 10 януари 1876 г. в Цариград. В средата на 20 век Фамилията Смрикарови се разклонява, след правописна грешка при издаване на акт за раждане на Георги Смерикаров (Смрикаров), който погрешно е изписан от властите като Смерикаров.